# Erinocarpus
Erinocarpus é um género botânico pertencente à família Malvaceae.